# Josef Dederichs
Josef Dederichs (* 21. Januar 1873 in Bleibuir bei Mechernich, Kreis Euskirchen; † 7. Februar 1958 in Köln) war ein deutscher Landschafts-, Marine- und Tiermaler der Düsseldorfer Schule.

## Leben
Dederichs war der Sohn des herzoglich-arenberg’schen Försters Johann Heinrich Dederichs (1837–1915) und dessen Ehefrau Sofia, geborene Zimmermann (1845–1893). Seine Zwillingsschwester Sofia verstarb mit drei Monaten. Die Kindheit des mit acht Geschwistern in Bleibuir aufwachsenden Jungen überschattete ein Unfall, der eine Beinversteifung hinterließ und ihn so für das ganze Leben zu einem Gehbehinderten machte. Ab 1879 ging er für acht Jahre auf die Volksschule Bleibuir, wo er im Unterricht eine Begabung für das Zeichnen und Malen zeigte. Nach einer Zwischenzeit, möglicherweise einer Ausbildungszeit in der herzoglich-arenberg’schen Verwaltung, besuchte er, ermutigt und unterstützt durch die Familie des Herzogs Engelbert-Maria von Arenberg, ab etwa 1901 die Kunstakademie Düsseldorf. Während des Studiums schuf er eine Kopie des Gemäldes Sommernacht am Rhein von Christian Eduard Boettcher. Danach wurde er Privatschüler des Landschaftsmalers Fritz von Wille, der auch künstlerisch sein großes Vorbild war.
1910 ließ sich Dederichs als freischaffender Maler zunächst in der Kölner Südstadt, bald darauf in Köln-Bayenthal nieder. Freigestellt vom Militärdienst im Ersten Weltkrieg lernte er 1914 seine Frau Agnes kennen, eine angestellte Zahnärztin aus Rodenkirchen, die nach der Heirat die Tochter Anni gebar und in Bayenthal eine eigene Zahnarztpraxis aufbaute. Um 1930 hatte Dederichs als Kunstmaler auch eine Adresse am Salierring 5 in Köln. Nachdem während des Zweiten Weltkriegs sein Bayenthaler Wohnsitz durch einen Bombenangriff zerstört worden war, zog er zu seiner Schwester Margaretha Beul nach Bleibuir, wo er sich der Freilichtmalerei widmete, während seine Frau, die wieder als angestellte Zahnärztin zu arbeiten begonnen hatte, und seine Tochter in Köln verblieben. Nach dem Wiederaufbau des Hauses in Bayenthal zog Dederichs wieder dorthin. Als 85-Jähriger starb er in seinem Haus an der Droste-Hülshoff-Straße 20.
Auf regelmäßigen Ferien- und Studienreisen, die Dederichs mit Frau und Tochter an die Küsten Belgiens und der Niederlande, in die Alpen sowie nach Italien und Norwegen unternahm, skizzierte er seine Motive, die er in seinem Kölner Atelier zu Gemälden ausarbeitete: Hafenbilder mit Schiffen, Schiffe auf See, Blumenmärkte, Alpen- und Fjordansichten. Außerdem profilierte er sich mit Ansichten aus der Eifel und vom Rhein. Ferner malte er Tier- und Jagdmotive sowie Früchte- und Blumenstillleben.